# Комоедов, Владимир Петрович
Влади́мир Петро́вич Комое́дов (14 августа 1950, Никополь, УССР, СССР) — российский военачальник и политик. Командующий Черноморским флотом ВМФ России (1998—2002), адмирал (1999).
Депутат Государственной думы Российской Федерации V и VI созывов (2007—2016), председатель комитета по обороне (2011—2016), депутат Законодательного собрания Пермского края (2016—2021). Член КПРФ.

## Биография
Родился 14 августа 1950 года в городе Никополе Днепропетровской области Украинской ССР в семье рабочего.
Окончил Высшее военно-морское училище имени М. В. Фрунзе (1967—1972), Высшие специальные офицерские классы ВМФ (1976—1977), Военно-морскую академию имени Маршала Советского Союза А. А. Гречко (1983—1985), Военную академию Генерального штаба Вооружённых Сил (1990—1992).
Командир минно-торпедной боевой части малого противолодочного корабля «МПК-85» (08.1972—1973), помощник командира сторожевого корабля (1973—1974), командир малого противолодочного корабля «МПК-150» (1974—08.1976), командир малого противолодочного корабля (08.1977—1979), начальник штаба (1979—1981) и командир (1981—08.1983) дивизиона малых противолодочных кораблей, начальник штаба бригады противолодочных кораблей, командир бригады кораблей охраны водного района (07.1985—1987), начальник штаба Балтийской военно-морской базы (1987—1989), командир дивизии противолодочных кораблей (1989—08.1990), командир Балтийской эскадры разнородных сил (06.1992—09.1994), командир Балтийской военно-морской базы (09.1994—04.1995), начальник штаба — 1-й заместитель командующего Балтийским флотом (04.1996—08.1997), 1-й заместитель командующего Северным флотом (08.1997—07.1998).
С июля 1998 по октябрь 2002 года — командующий Черноморским флотом ВМФ России.
С октября 2002 года — в распоряжении Министра обороны России. В июле 2004 года уволен в запас приказом Министра обороны России.
В 2007 году избран депутатом Государственной думы V созыва по избирательному списку КПРФ в Ленинградской области. Вошёл в состав фракции КПРФ. Член комитета по обороне, член комиссии по рассмотрению расходов федерального бюджета, направленных на обеспечение обороны и государственной безопасности РФ.
В марте 2009 года возглавил предвыборный список КПРФ на выборах в Госсовет Татарстана. КПРФ по официальным данным получила 11,15 % голосов, заняв второе место после «Единой России» c 79,31 %. В итоге КПРФ получила шесть депутатских мандатов. По окончании выборов написал заявление о выходе из избирательного списка, передав своё место бывшему директору ОАО «Домостроительный комбинат» Рафаилу Нурутдинову.
9 июля 2011 года XI (внеочередным) съездом Общероссийского общественного движения «В поддержку армии, оборонной промышленности и военной науки» избран председателем движения, сменив на этом посту В. И. Илюхина. Ранее, в феврале того же года, на процессе «военного трибунала Общероссийского офицерского собрания по делу о противоправной и разрушительной деятельности В. Путина», где В. И. Илюхин выступал в качестве главного обвинителя, последний назвал Владимира Комоедова в числе «лучших, наиболее авторитетных, талантливых военачальников».
В ноябре 2012 года, являясь председателем комитета по обороне, выступил с инициативой продления срока службы по призыву с 1 года до 1,5 лет. Основным аргументом в пользу увеличения срока службы В. П. Комоедов назвал отсутствие преемственности: увольняющиеся со службы солдаты не имеют возможности передавать свой опыт новобранцам. Одной из целей сокращения срока службы в армии до 1 года был именно разрыв преемственности между старослужащими и новобранцами, поскольку передача опыта часто принимала форму неуставных взаимоотношений.
На парламентских выборах 2016 года возглавил партийный список КПРФ по Крыму, Севастополю и Калининградской области, список КПРФ в Пермский парламент и был выдвинут в одномандатном округе Севастополя. Его доверенным лицом стал бывший мэр Москвы Юрий Лужков. По итогам выборов в округе набрал 24504 голосов и занял третье место, уступив представителям «Единой России» и «Партии Роста» Дмитрию Белику (46960) и Олегу Николаеву (33791).
По итогам выборов в Пермском крае в 2016 году получил мандат депутата. Являлся заместителем председателя Законодательного собрания Пермского края.
Женат, имеет дочь.

## Награды и звания
- Орден «За заслуги перед Отечеством» IV степени (2000),
- Орден «За военные заслуги»,
- Орден «За службу Родине в Вооружённых Силах СССР» III степени,
- Медаль «За освобождение Крыма и Севастополя» (16 марта 2014 года) — за личный вклад в дело по возвращению Крыма в Россию[12],
- Медали СССР и России,
- Украинский орден Богдана Хмельницкого III степени (12 августа 2000 года) — за весомый личный вклад в укрепление содружества Военно-Морских Сил Украины и Черноморского флота Российской Федерации[13].

Присвоение воинских званий:
- капитан-лейтенант (1976, досрочно),
- контр-адмирал (1992),
- вице-адмирал (1994),
- адмирал (1999).